# 亚历山大·卡斯洛夫
亚历山大·卡斯洛夫（Александр Клецков，1985年9月27日—），乌兹别克斯坦足球运动员，司职后卫，曾效力于塔什干棉农。

## 职业生涯
卡斯洛夫在塔什干棉农开始职业足球生涯，2009年曾经租借到中超球队江苏舜天。2010年效力于天津泰达，帮助球队取得联赛亚军。